# ニューヨーク市ランドマーク爆破計画
ニューヨーク市ランドマーク爆破計画（ニューヨークしランドマークばくはけいかく英: New York City landmark bomb plot）は、1993年2月に発生した世界貿易センター爆破事件に続いてアメリカ国内で多数の死傷者を出すことを目的とした大規模テロ計画であり、ニューヨーク市内の著名なランドマークを標的としていた。1993年6月24日に共謀者らが逮捕されたことで計画は未遂に終わったが、もし実行されていれば、数千人が死亡していたとされる。
FBI（連邦捜査局）は、爆破事件の前後に情報提供者エマド・セーラム（Emad Salem）をテロ組織に潜入させており、1993年6月、計画が実行される前に主要容疑者を逮捕した。1995年には、10人の被告が計画に関する48の罪で有罪判決を受けた。

## 実行者
この計画は盲目のイスラム教指導者オマル・アブドッラフマーン（Omar Abdel-Rahman）によって主張され、彼の信奉者たちによって実行される予定だった。ラーマンは、アルカーイダと関係を持つエジプトの過激派イスラム組織「イスラム集団」（al-Gama'a al-Islamiyya）の精神的指導者であった。
彼の支持者の一人であるエル・サイイド・ノサイール（El Sayyid Nosair）は、1990年にユダヤ系政治活動家メイル・カハネ（Meir Kahane）を暗殺しており、1993年2月の世界貿易センター爆破事件にも関与していたとされる。

## 標的
計画された標的は以下の6か所である
- 国際連合本部
- リンカーントンネル
- ホランドトンネル
- ジョージ・ワシントン・ブリッジ
- セントレジスホテルおよびUNプラザホテル
- ジェイコブ・K・ジャビッツ連邦ビルにあるFBIニューヨーク本部

さらにニューヨーク市内のユダヤ系施設を爆破する案や、アメリカ上院議員アル・ダマート（Al D’Amato）およびエジプト大統領ホスニー・ムバーラク（Hosni Mubarak）を暗殺する計画もあった。
ノサイールはまた、ユダヤ系のニューヨーク州議会議員ドヴ・ハインド（Dov Hikind）と、自身の過去の裁判を担当した判事アルヴィン・シュレジンガー（Alvin Schlesinger）の暗殺も計画していた。
ホテルへの攻撃は、アメリカ国連大使や国務長官など著名な要人が滞在することから、外交や経済に深刻な混乱をもたらすと見込まれていた。
また、ホランド・トンネル、リンカーン・トンネル、ジョージ・ワシントン・ブリッジは、ニュージャージーとマンハッタンを結ぶ数少ない交通の要所であり、ここが封鎖されれば都市機能は麻痺する恐れがあった。計画では、爆弾を積んだ車両をトンネル内に停車させ、離脱後3分で爆破させる予定だった。
ダイアモンド・ディストリクト（マンハッタンのユダヤ系商人が多く集まるエリア）も標的とされており、「イスラエルそのものを攻撃するようなもの」と語られていた。このような同時多発テロは、2008年のムンバイ襲撃でも実行されている。
このグループは市内に12個の爆弾を設置し、同時に爆破する計画を立てていたとされる。

## 計画の詳細
ムバーラク大統領がホテルに滞在していると考えたテロリストたちは、従業員に変装して接近しようとしていた。他の攻撃は陽動作戦および混乱を引き起こすためのものであった。橋では爆弾が用いられ、ホテルでは銃器による襲撃も計画されていた。仮にムバーラクが不在でも、市内各所での攻撃は甚大な被害を与えたと考えられている。

## FBIの監視活動
FBIは1992年から1993年にかけて継続的に計画を監視しており、1993年2月の世界貿易センター爆破事件（6人が死亡）以降、捜査を強化した。
内部情報員エマド・セーラムは、テロリストの情報を収集するための情報源（コード名「TERRSTOP」）として活動していた。過去に拷問被害を目撃したことから、過激派イスラムへの報復を望んでいたセーラムは、FBIによって不法な武器取引の捜査に利用された後、テロ計画の調査にも協力するようになった。FBIは録音機器の装着を強く求めたが、セーラムはそれを拒否したため、あくまで「情報提供者」として扱うに留めた。
FBIは、テロリストの隠れ家に隠されたビデオ監視装置を使い、爆弾製造の様子も記録していた。セーラムによる潜入と映像監視が、計画阻止に大きく貢献した。最終段階では、ほぼ24時間体制で監視が行われ、警備が強化された政治家にボディガードがついた際には、計画が露見したと誤解されるほどだった。

## 逮捕とその後
1993年6月24日、セーラムによる5か月の観察の後、連邦および市の法執行機関は強制捜査に踏み切る。夜明け前に特殊部隊が爆弾製造拠点に突入し、ちょうど爆発物の調合をしていた8人が逮捕される。逮捕はクイーンズ、ブルックリン、ヨンカーズ、ジャージーシティの複数の拠点で行われた。世界貿易センター爆破事件以前にも試験爆破を行っていたことが判明し、逃走準備も整えていたことから、早急な逮捕が必要と判断され、9人目は6月30日に、10人目は7月8日に起訴された。
逮捕が行われた後、ニューヨーク・ニュージャージー港湾公社は、ニューヨークとニュージャージーを結ぶ6つの河川横断ルートにおいて警備を強化した。爆破計画の対象となっていた3つの横断ルートは、同公社の管轄下にあった。
弁護士ウィリアム・クンツラーは、ラーマンやノサイールら3人の弁護を引き受けたが、裁判官マイケル・ムカセイ（Michael Mukasey）は被告の個別弁護を指示し、弁護人の選別を命じた。ラーマンは後に、自らを弁護する意向を示した。
1993年8月25日、司法長官ジャネット・レノは、証拠が増えたとして計画に関する起訴を正式に発表した。これは2か月前の「証拠不十分」とする見解を覆すものだった。同日、ラーマンはランドマーク爆破計画、世界貿易センター爆破事件、1990年のカハネ暗殺の3件で正式に起訴された。新たな弁護人が雇われ、1994年9月、ムカセイ判事は弁護側が新たな主張を準備するため、開廷日を12月に延期した。しかし1994年11月、ラーマンが肺炎を患ったため、裁判開始はさらに延期され、1995年1月に変更された。

## 裁判と有罪判決
1995年10月1日、ラーマンを含む10人が、反乱陰謀罪、大統領ムバーラクの暗殺計画、米軍施設襲撃の教唆など、50件中48件で有罪となった。1996年1月、ムカセイ判事は10人に対して、25年から終身刑までの判決を下した。
裁判後、セーラムは巨額の報酬と証人保護制度を受けた。